# 黄河乡 (玛多县)
黄河乡，是中国青海省果洛藏族自治州玛多县下辖的一个乡镇级行政单位。

## 行政区划
黄河乡共辖以下地区：
江旁牧委会、热曲牧委会、阿映牧委会、白玛纳牧委会、唐格玛牧委会、斗江牧委会。